# Toy Story : Hors du temps
Pour plus de détails, voir Fiche technique et Distribution.
Toy Story : Hors du temps ou Histoire de jouets : Hors du temps au Québec  (Toy Story That Time Forgot) est un court métrage américain de Pixar Animation Studios de 22 minutes produit comme un épisode spécial Noël et diffusé le 2 décembre 2014, ABC. Il a été écrit et réalisé par Steve Purcell et le court métrage est sorti en France en VOD le 18 mars 2017.

## Synopsis
Au cours d'une fête après Noël, Trixie est triste que Bonnie ne la représente jamais comme un dinosaure quand ils jouent. Bonnie emmène plus tard Trixie, Woody, Buzz l'éclair, Rex et Kitty, ornement de Noël inspiré par des aphorismes, à la maison de son meilleur ami, Mason, pour une session de jeu. Bonnie finit par lancer les jouets dans la salle de jeux de Mason pour que ce dernier puisse jouer avec sa console de jeux vidéo.
Les jouets de Bonnie découvrent que la salle de jeux est dominée par Battlesaurs, un vaste ensemble de jeux sur le thème des dinosaures que Mason a reçu pour Noël, dirigé par le guerrier Reptillus Maximus et le Clerc. Trixie est ravie d'interagir avec eux en tant que dinosaure. Elle et Rex sont des guerriers armés, ignorant que Woody et Buzz ont été faits prisonniers. Reptillus et Trixie se rapprochent rapidement, mais il est vite révélé que les Battlesaurs n’ont pas encore été joués et ne savent donc pas qu’il sont des jouets. À l'horreur de Trixie, les autres jouets de Mason sont violemment attaqués dans une arène. Woody et Buzz sont alors amenés à se battre, mais Trixie les défend. Le chef dénonce Trixie pour avoir porté le nom de Bonnie à son pied; elle s'enfuit pour chercher l'aide de Bonnie et Reptillus est envoyé à sa poursuite. Elle lui montre son propre paquet de jouets, ce qui le rend enragé.
Dans l'arène, le Clerc prend le contrôle des armements robotiques de Rex et le force à saisir Woody et Buzz. Ils réalisent que le chef est au courant de Mason et de leur statut de jouets; Mason étant préoccupé par le jeu vidéo, le chef conserve un contrôle autoritaire sur les Battlesaurs et, apparemment, sur la salle de jeux. Le chef a l'intention de détruire Woody, Buzz et Kitty. Dans la chambre de Mason, Reptillus affronte Trixie alors qu'elle est sur le point de désactiver le jeu vidéo. Elle le convainc que "se rendre" à un enfant pour la récréation élargira ses horizons et il éteint le jeu à contrecœur. Mason trouve Reptillus et Bonnie commence à jouer avec lui, ce qui convainc Mason de faire de même. Les enfants rentrent dans la salle de jeux juste à temps pour sauver Woody et Buzz, sans le savoir, et ils jouent avec les Battlesaurs et d'autres jouets dans divers contextes autres que les combats. Reptillus appelle cette expérience "glorieuse".
De retour dans la chambre de Bonnie, Trixie dit aux autres jouets qu'elle est le "dinosaure de Bonnie" et qu'elle est heureuse de chaque rôle que Bonnie tient pour elle. Kitty donne une dernière morale et disparaît inexplicablement.
Ce soir-là, dans la chambre de Mason, Reptillus porte joyeusement le nom de Mason sur sa main et attend avec impatience de voir Trixie à la prochaine réunion de Mason et Bonnie, déjà prévue pour la semaine suivante.

## Autour du court-métrage
Le court métrage est censé parler du thème des dinosaures, cependant, deux erreurs communes sur ce sujet sont remarquables :
- L'antagoniste principal est un ptérosaure, un taxon qui n'appartiennent point aux dinosaures.
- Quand les protagonistes découvre les Battlesaurs, des dimétrodons apparaissent devant ces-derniers : cet animal est un synapside, ce qui veut dire que cet animal est plus proche des mammifères et de leurs ancêtres que des sauropsides.

## Distribution

### Voix originales
- Tom Hanks : Woody
- Tim Allen : Buzz l'Éclair
- Kristen Schaal : Trixie
- Kevin McKidd : Reptillus Maximus
- Wallace Shawn : Rex
- Don Rickles : Mr. Potato Head
- Joan Cusack : Jessie
- Steve Purcell : Cleric

### Voix françaises
- Jean-Philippe Puymartin : Woody
- Richard Darbois : Buzz l'Éclair
- Nathalie Bienaimé : Trixie
- David Kruger : Reptillus Maximus
- Henri Guybet : Rex
- Jean-Pierre Michael : La Brosse
- Philippe Ariotti : Monsieur Patate
- Barbara Tissier : Jessie
- Philippe Catoire : Le Grand Sage
- Garance Pauwels : Bonnie
- Gabriel Le Doze : Ray-Gon
- Victor Biavan : Mason
- Jean-Pierre Michael : M. Labrosse
- Rafael Moutier : Mère de Bonnie
- Myrtille Richardot : Kitty

### Voix québécoises
- Alain Zouvi : Woody
- Daniel Picard : Buzz Lightyear
- Catherine Trudeau : Trixie
- Marc-André Bélanger : Reptilus Maximus
- François Sasseville : Rex
- Marc Bellier : Grand Sage
- Louis-Georges Girard : Monsieur Patate
- Violette Chauveau : Jessie
- Marine Guerin : Bonnie
- Matis Ross : Mason
- François Caffiaux : Ray-Gon